# Feed the Beast
Feed the Beast – amerykański serial telewizyjny (dramat) wyprodukowany przez Clyde Phillips Productions, Lionsgate Television oraz AMC Studios. Serial jest adaptacją duńskiej produkcji "Bankerot". Premierowy odcinek serialu miał zostać wyemitowany 31 maja 2016 roku, ale jego premiera została przesunięta na 5 czerwca 2016 roku przez  AMC.
4 września 2016 roku, stacja ogłosiła anulowanie serialu po jednym sezonie.

## Fabuła
Serial opowiada o  Tommy'im i Dionie, którzy starają się razem otworzyć restaurację w Nowym Jorku.

## Obsada

### Główna
- David Schwimmer jako Tommy Moran[4]
- Jim Sturgess jako Dion Patras[4]
- Michael Gladis jako Patrick Woichik[5]
- Lorenza Izzo jako Pilar Herrera[5]
- Christine Adams jako Rie Moran[5]
- John Doman jako Aidan Moran[5]

### Drugoplanowe
- Erin Cummings jako Marisa Bruno[6]
- Michael Rispoli jako detektyw Guy Giordano[7]

## Odcinki
| Sezon | Sezon | Odcinki | Oryginalna emisja | Oryginalna emisja | Oryginalna emisja | Oryginalna emisja | Oryginalna emisja |
| Sezon | Sezon | Odcinki | Premiera sezonu   | Finał sezonu      | Premiera sezonu   | Finał sezonu      |                   |
| ----- | ----- | ------- | ----------------- | ----------------- | ----------------- | ----------------- | ----------------- |
|       | 1     | 10      | 5 czerwca 2016    | 2 sierpnia 2016   | brak danych       | brak danych       |                   |

### Sezon 1 (2016)
| #  | Tytuł              | Reżyseria     | Scenariusz                    | Premiera        | Premiera     |
| -- | ------------------ | ------------- | ----------------------------- | --------------- | ------------ |
| 1  | Pilot Light        | Steve Shill   | Clyde Phillips                | 5 czerwca 2016  | nieemitowany |
| 2  | Father of the Year | Steve Shill   | David Babcock                 | 7 czerwca 2016  | nieemitowany |
| 3  | Screw You, Randy   | Jon S. Baird  | Liz Sagal                     | 14 czerwca 2016 | nieemitowany |
| 4  | Secret Sauce       | Jon S. Baird  | Hilly Hicks Jr.               | 21 czerwca 2016 | nieemitowany |
| 5  | Gimme a T          | Daniel Attias | Marisa Wegrzyn                | 28 czerwca 2016 | nieemitowany |
| 6  | The Wild West      | Daniel Attias | Tony Saltzman                 | 5 lipca 2016    | nieemitowany |
| 7  | Tabula Rasa        | Dennie Gordon | Becky Mode                    | 12 lipca 2016   | nieemitowany |
| 8  | In Lies the Truth  | Dennie Gordon | Robin Shushan                 | 19 lipca 2016   | nieemitowany |
| 9  | Be My Baby         | Steve Shill   | David Babcock                 | 26 lipca 2016   | nieemitowany |
| 10 | Fire               | Steve Shill   | Clyde Phillips, Tony Saltzman | 2 sierpnia 2016 | nieemitowany |

## Produkcja
25 czerwca 2016 roku, stacja ogłosiła zamówienie adaptacji duńskiego serialu "Broke", którego producentami wykonawczymi zostali: Clyde Phillips. W styczniu 2016 roku, ogłoszono, że  główne role zagrają David Schwimmer oraz Jim Sturgess W tym samym miesiącu do obsady dołączyli: Michael Gladis, Lorenza Izzo, Christine Adams oraz John Doman. Zdjęcia do serialu rozpoczęły się w lutym 2016 roku w Nowym Jorku. W lutym 2016 roku, ogłoszono, że w rolę Marisy Bruno wcieli się Erin Cummings. W marcu 2016 roku, do serialu dołączył Michael Rispoli w roli powracającej